# Periodo talayótico en Menorca

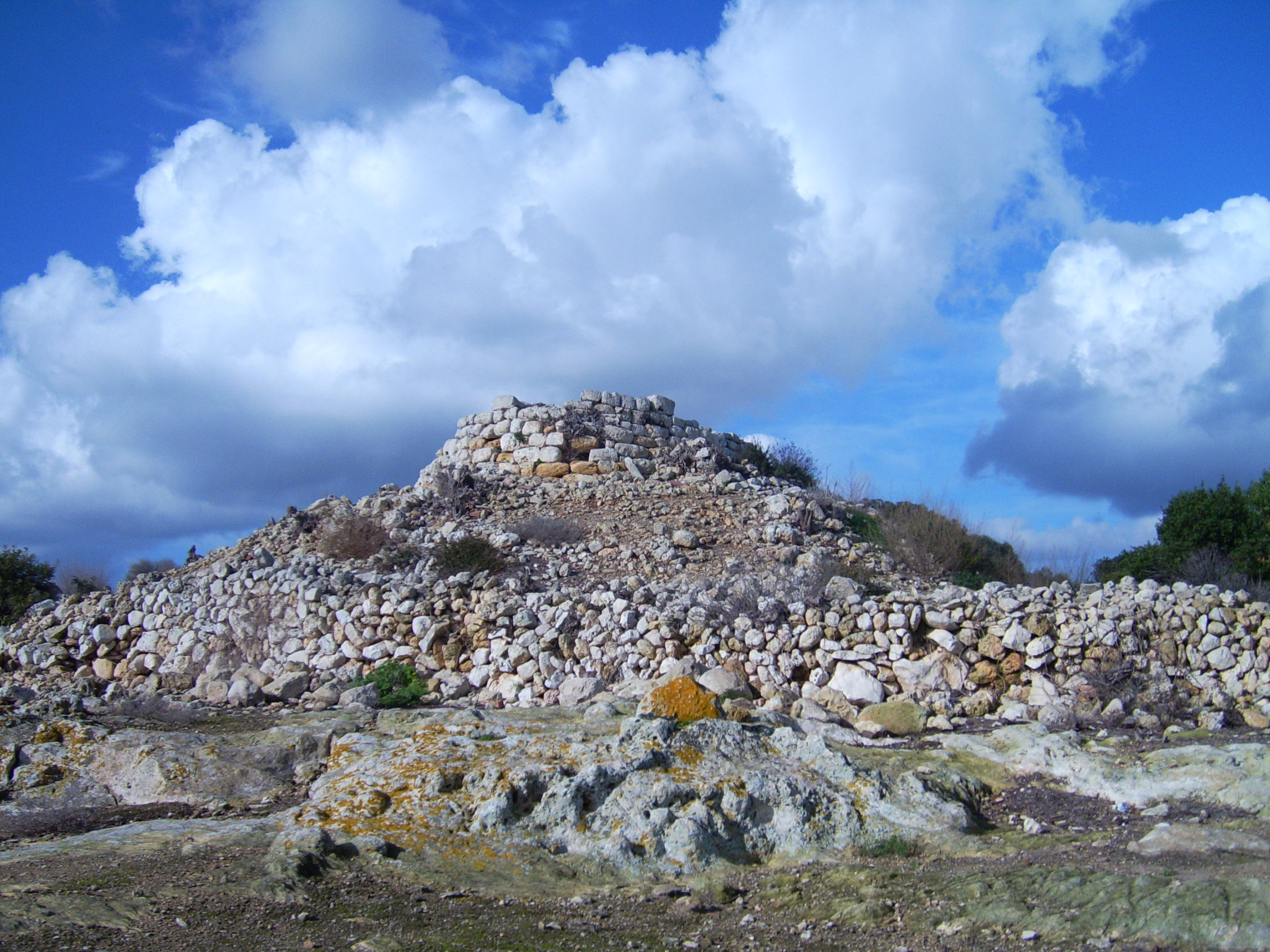
Talayot de Torralba (Alayor)

Se conoce como periodo talayótico en Menorca la etapa de tiempo comprendida entre la construcción de los primeros talayots y el inicio de la concentración de la población en núcleos urbanos, hasta la etapa de contacto e influencia del mundo púnico, según algunos autores (V. Llull) o hasta la llegada de los romanos, según otros (Ll. Plantalamor). Abarca los últimos siglos de la Edad del Bronce y casi toda la Edad del Hierro. La etapa precedente se conoce como pretalayótico o período naviforme

## Propuestas cronológicas

### Propuesta cronológica delMuseo de Menorca
Uno de los esquemas cronológicos para el periodo talayótico en Menorca ha sido propuesto por Lluís Plantalamor. Según este autor, en los alrededores del 1500 aC se produce un cambio cultural importante, debido a la llegada de gente foránea en la isla de Menorca. Se van abandonando los sistemas de vida anteriores y aparecen las primeras concentraciones de casas y aldeas, en los que se da una prioridad defensiva (con murallas y talayots), una jerarquización social, la especialización del trabajo en comunidad y la gradual complejidad en los rituales y en las creencias religiosas.
Se distinguen cuatro períodos:

#### Talayótico I (1500-1000 aC)
Periodo de transición. Perduran los sistemas de enterramiento del período anterior (con navetas de enterramiento), pero se introducen nuevos modelos constructivos, debido a una necesidad defensiva de la comunidad (talayots y murallas). Se perfecciona la manufactura de la cerámica y se introduce la metalurgia del bronce. El monumento más característico de la nueva cultura es el talayot. Puede definirse como una gran torre troncocónica (troncopiramidal también en Mallorca), las paredes de las cuales están construidas por una cara externa de grandes bloques y una cara interna con piedras de menor volumen; el espacio entre ambos paramentos ha sido relleno con piedras más pequeñas y tierra. En Menorca el talayot es poco frecuente que tenga cámara interior, por lo tanto suele ser macizo.

#### Talayótico II (1000-700 aC)
Se abandonan los sistemas constructivos del pretalayótico y se desarrollan las grandes concentraciones urbanas. Se reafirma la jerarquización social y la división del trabajo, fruto de un estadio cultural plenamente urbano. Es a partir de esta etapa que se construyen unos santuarios únicos en el Mediterráneo: las Taula. Son unos recintos de planta más o menos en forma de herradura, delimitados por una muralla ciclópea donde se intercalan columnas y donde en su interior se encuentra una gran columna monolítica de base rectangular coronada con un capitel llano y muy sobresaliente que da lugar a la analogía de una mesa.

#### Talayótico III (700-300 aC)
Los progresivos contactos comerciales con griegos, fenicios y cartagineses llevan a los talayóticos a reforzar sus aldeas con construcciones defensivas adicionales con bastiones y torres de defensa. Por otra parte, se introducen nuevas modalidades constructivas, las casas circulares con patio central, y aparecen objetos suntuarios de bronce y armamento de hierro.

#### Talayótico IV (400 / 300-123 aC)
El comercio con las grandes civilizaciones marineras del Mediterráneo se intensifica. Se pasa de un simple intercambio de objetos preciados (seguramente dirigidos a ensalzar a los caudillos talayóticos) a un traspaso de bienes y alimentos básicos. Roma se convierte en una potencia hegemónica, y esto irá en detrimento de Menorca, que poco a poco va quedándose arrinconada una vez al aliado cartaginés es vencido. Los poblados interiores son destruidos y reconstruidos durante las guerras púnicas pero finalmente caen en decadencia. Los santuarios talayóticos (las Taula) se van abandonando. En cambio, toman importancia los núcleos talayóticos situados al borde de los puertos naturales más importantes. La presencia continua de comerciantes forasteros hace acercarse a sus embarcaderos comunidades talayóticas tardías.

### Propuesta cronológica de laUniversidad Autónoma de Barcelona
Esta propuesta del Grupo de Arqueología Social del Mediterráneo dirigido por V. Llull, considera que las primeras manifestaciones talayóticas se producen hacia el 1000 aC, momento en que aparecen los primeros talayots y de forma contemporánea a los últimos naviformes pretalayóticos. Su periodización responde a las investigaciones del poblado de Son Fornés (Mallorca) y en las Cuevas de Es Càrritx y Es Mussol (Menorca). Apuestan por nombrar cada etapa a partir de los elementos propios que en cada momento habitaron Baleares. Dividen la etapa talayótica en tres fases: la  'Prototalayótica'  (1050 - 850 a. C.) donde se abandonan las navetas de habitación, se incrementa el asentamiento en núcleos más grandes, disminuyen las relaciones con Mallorca y se detectan las primeros indicios de tratamiento diferenciado en el aspecto funerario; la  'Talayótica'  (850-550 a. C.) donde se detecta la construcción de los primeros talayots y los primeros indicios de jerarquización social; y la  'Postalayótica'  (550-123 a. C.) donde aparecen las casas monumentales de forma circular (Círculos), la construcción de los recintos de Taula como edificio principal del poblado, grandes necrópolis de cuevas artificiales (inicio del entierro en cal) y creciente complejidad social con una importancia clave de los contactos con el mundo púnico, que integrarían las islas a los circuitos comerciales del Mediterráneo.

### Propuesta cronológica de laUniversidad de las Islas Baleares
Fruto de le investigaciones de V. Guerreo, M. Calvo y B. Salvá, todos ellos de la Universidad de las Islas Baleares, se propone que la cultura talayótica es básicamente una sociedad de la Edad del Hierro de manera que su génesis se ubica hacia el 900 a. C. con la construcción de los primeros talayots, y terminaría el año 123 a. C. con la conquista romana de las Islas Baleares. Uno de los elementos importantes en esta periodización es que consideran la cultura talayótica el resultado de la evolución interna de las sociedades pretalayóticas del bronce final, potenciada por la influencia del comercio púnico en el Mediterráneo occidental.

### Propuesta más reciente
Recientemente ha surgido una propuesta cronológica centrada en el ámbito de Menorca y basada en los resultados de las recientes investigaciones, que plantea que el desarrollo de la cultura talayótica de Menorca presenta unas características bastante diferenciadas de la mallorquina y que el desarrollo cronológico de ambas podría no ser plenamente sincrónico. Así, el fenómeno talayótico en Menorca se iniciaría hacia el 1200 a. C. y la primera etapa de esta cultura (Talayótico Inicial) se prolongaría hasta el 500 a. C. Se caracteriza por la construcción de los elementos monumentales conocidos como talayots, alrededor de los cuales aparecen nuevos poblados, que sustituyen a los anteriores poblados de navetas de habitación. La etapa comprendida entre el 500 aC y la romanización (siglo I a. C.) Se denomina Talaiótico Final, y se caracteriza por una serie de cambios sociales, posiblemente relacionados con la creciente influencia del mundo colonial púnico.

## La sociedad talayótica de Menorca
Economía. Al parecer a través de las excavaciones arqueológicas realizadas en los yacimientos talayóticos, la economía de estas sociedades se basaba en la agricultura de cereales y la ganadería de cabras y ovejas y, en menor medida, cerdos y bueyes.
La agricultura es una parte importante de la alimentación. Esta estaba basada en los cereales como lo demuestra el gran número de molinos de vaivén que se encuentran en los diferentes poblados y la reciente aparición de edificios que parecen tener una función redistributiva de estos alimentos junto con la carne de los animales domesticados.
Siguiendo los datos del sector oeste de Cornia Nou, parece que la cabaña ganadera estaba formada prácticamente por cabras-ovejas (76%) y en menor medida por cerdos (16%) y vacas (8%), estas últimas utilizadas, seguramente también, como fuerza de trabajo.
Religiosidad. Poco es lo que conocemos del mundo de las creencias en el inicio del periodo talayótico. Tan solo podemos intuir que abandonan los rituales vinculados al mundo subterráneo (Cueva des Mussol) y que hay un cierto crecimiento de la presencia del toro en algunos rituales, sobre todo en el mundo funerario. Desconocemos totalmente cuáles son los edificios de culto en el inicio de este periodo.
La muerte. Como en el mundo de las creencias nos encontramos con un vacío de conocimiento en relación con el mundo de los muertos del inicio del periodo talayótico. Tan solo la excavación de urgencia del hipogeo XXI y las últimas etapas de frecuentación de las cuevas de Es Càrritx y de Es Pas nos han proporcionado datos sobre el mundo funerario del inicio del mundo talayótico.

## La arquitectura talayótica
La mayor parte de estructuras de época talayótica que conocemos actualmente responden a la fase del Talayótico final o Postalayótico. Solo conocemos el talayot como elemento arquitectónico propio de este periodo y algunos edificios de los que se adosan como los excavados en Cornia Nou. En cuanto a los hábitats y los recintos religiosos poco o nada es lo que se conoce.

### · Navetas de enterramiento
Un construcción característica y exclusiva del talayótico en Menorca son las llamadas navetas de enterramiento. Se trata de edificios en forma de nave invertida, característica que les da su nombre. El acceso es de pequeñas dimensiones, y estaban destinadas exclusivamente al enterramiento colectivo. Se construyeron en los primeros momentos del periodo talayótico.[1]

### · Espacios de hábitat
Una vez abandonados los poblados naviformes, lo que se ha documentado en diferentes yacimientos de la isla como Cala Morell, Son Mercer de Baix, etc., es que la población se asienta en nuevos poblados de los que no conocemos cómo eran sus casas. Muy probablemente las remodelaciones y las construcciones de los posteriores hábitats encima mismo de estos hacen difícil documentarlas.

### · El talayot

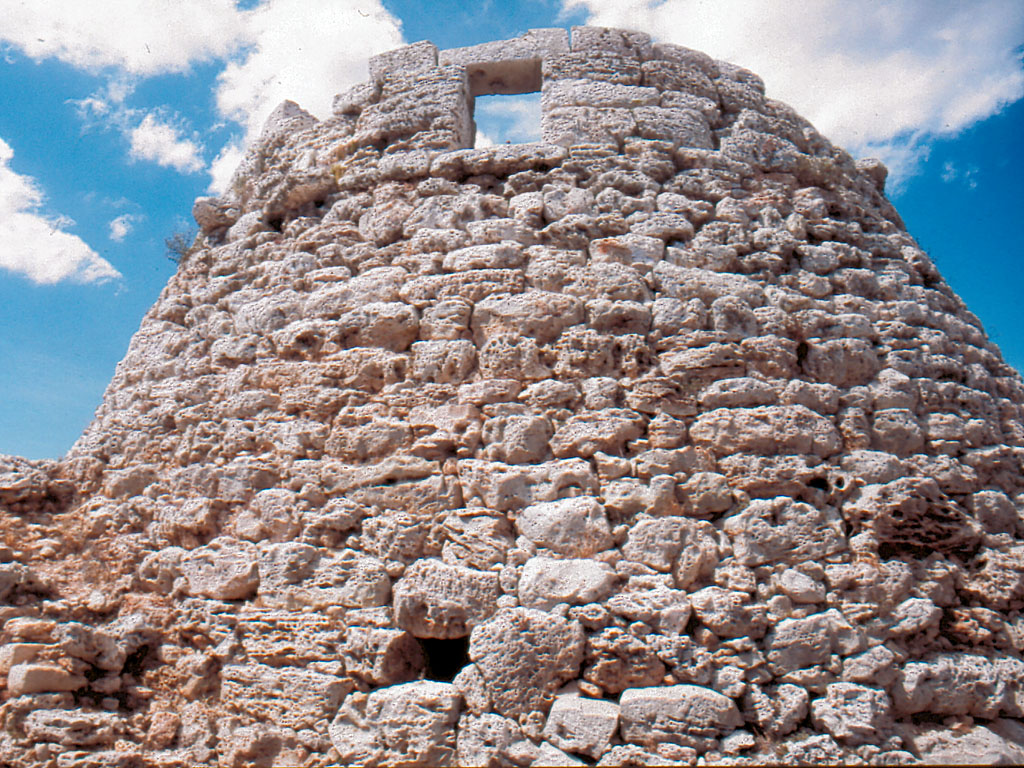
Talayot de Torellonet Vell (Mahón)

Se trata del elemento arquitectónico que da nombre a la etapa cultural. Son los monumentos más numerosos de la Menorca prehistórica (más de 300), pero debido a la falta de excavaciones, podríamos decir que son las estructuras más desconocidas del periodo. Con recientes excavaciones parece que su origen debe situarse a finales del II milenio a. C. y perduraría en uso hasta más o menos el 500 a. C. Los talayots de Menorca, al contrario que los de Mallorca, presentan una gran diversidad tipológica: se documentan talayots con estructuras adosadas como el de Cornia Nou, de planta cuadrangular, de forma elíptica, con cámara interior como el de Sant Agustí, con corredor, etc.
No se conoce con certeza la función de estos edificios que debido a su diversidad tipológica podría responder a diversos usos como el de torre de vigilancia dentro de los poblados, edificio con ciertos caracteres cultuales, elementos simbólicos destinados a la representación del poder de la clase dominante, elementos de control del territorio, etc
En Menorca hay evidencias claras de la construcción de talayots hacia el año 1000 aC, como por ejemplo en Cornia Nou, mientras que en Mallorca parece que las evidencias más antiguas no irían más allá del 850 a. C. En ambas islas, parece que al menos algunos de estos edificios entrarían en decadencia entre el 600 y el 500 aC, coincidiendo con el inicio de la influencia del mundo púnico. Esta fase, llamada período Postalayótico, periodo talayótico final, o período baleárico se caracteriza por la creciente influencia de la cultura púnica. Finalizó con la conquista romana de las islas el 123 a. C.

### · Edificios adosados a talayots

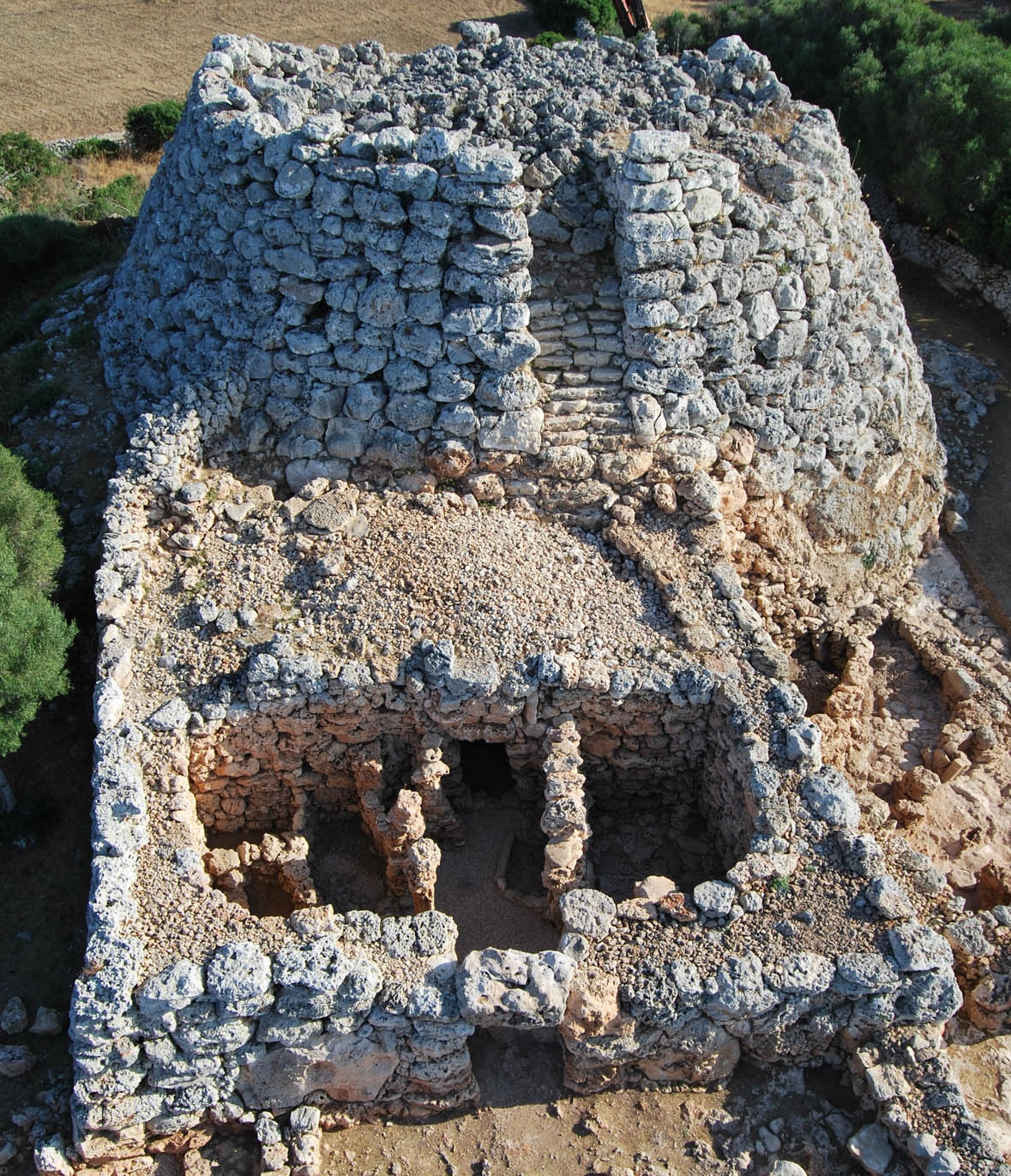
Vista del talayot oeste y edificio adosado de Cornia Nou

Aunque no se han documentado hábitats de este periodo, si que se ha excavado un conjunto de edificios adosados al Talayot Oeste de Cornia que responderían cronológicamente a este periodo. Se trata de estructuras que rodean el talayot, de planta rectangular con ángulos fuertemente marcados. Los muros de técnica ciclópea son de doble paramento, gruesos y altos. Por lo documentado arqueológicamente parece que se trata de edificios relacionados con el procesado de alimentos, sobre todo grano y carne, y su función estaría relacionada con la redistribución de estos alimentos, lo que hace pensar a los investigadores en una incipiente jerarquización de la sociedad, donde una élite tenía el control sobre los recursos.

### · Recintos religiosos
Poco, por no decir nada, es lo que conocemos a día de hoy sobre los edificios de carácter cultual del periodo talayótico. Parece que abandonan las cuevas como lugares de ritual (Cueva de Es Mussol) y estos se trasladan dentro de los poblados. En el de Trepucó se pueden observar restos de un edificio anterior al recinto de taula, aunque no se puede concluir que fuera de carácter religioso.

### · Espacios funerarios
Durante el cambio de la etapa pretalayótica y la talayótica, lo que se llama prototalayótico, Talayótico II o la primera fase del Talayótico Inicial, se detectan cambios en los rituales funerarios de las cuevas con muro (cueva de Es Càrritx) , de las navetas y la utilización de nuevos espacios funerarios como las cuevas naturales (como la de Es Pas) e hipogeos de planta sencilla. Entre los nuevos rituales destaca el del cabello (teñir, cortar y guardar dentro de tubos de cuerno de animal) que se documenta en las cuevas de Es Càrritx (Algendar, Ciudadela), de Es Pas (Algendar) y de Es Morts (Mongofra, Mahón).

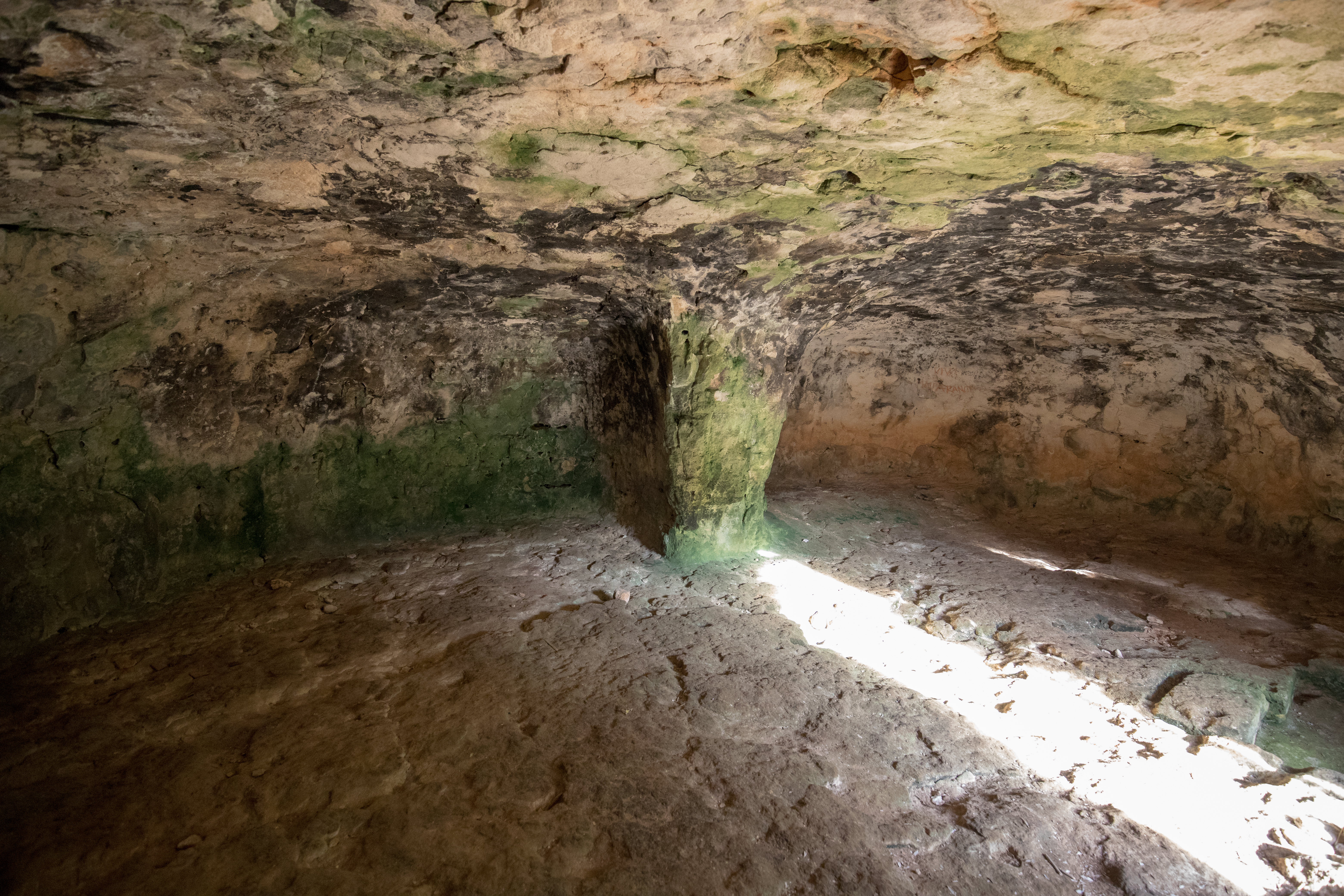
Interior de un hipogeo de Calescoves

Toda esta pluralidad de rituales y de sitios funerarios queda bastante desdibujada en la etapa de máximo esplendor de la cultura talayótica, 850-800 a. C. hasta el 500 a. C. El hipogeo XXI de Cales Coves es uno de los pocos lugares, junto con la fase final de la cueva de Es Càrritx y Es Pas, que nos ofrece información. La excavación del hipogeo, a pesar de haber sido expoliado, proporcionó restos de madera de camillas y ataúdes donde eran enterrados los muertos, varios objetos de ajuar como puntas de lanza, un pendiente de plata, etc., y la presencia de vértebras de la cola de toros junto con tapones hechos a partir de fémures de buey, lo que hace pensar con la posible importancia del toro dentro del simbolismo de la época.

## Menorca Talayótica Patrimonio de la Humanidad
Menorca Talayótica es un bien inscrito en la Lista del Patrimonio Mundial de la UNESCO en 2023. Se trata de un conjunto de yacimientos arqueológicos que testimonian una cultura prehistórica insular excepcional, caracterizada por una arquitectura ciclópea única. La isla conserva monumentos exclusivos como las navetas funerarias, las casas circulares, los santuarios de taula y los talayots, que se mantienen en plena armonía con el paisaje menorquín y su relación con el firmamento.
Menorca cuenta con uno de los paisajes arqueológicos más ricos del mundo, modelado por generaciones que han preservado el legado talayótico. Tiene la mayor densidad de yacimientos prehistóricos por superficie en una isla y es un símbolo de su identidad insular.
Esta zona se divide en nueve áreas que cubren yacimientos y paisajes asociados, con una cronología que va desde la aparición de las construcciones ciclópeas alrededor del 1600 a. C. hasta la romanización en el 123 a. C. El valor excepcional de sus monumentos y paisajes llevó a su inscripción en la Lista del Patrimonio Mundial de la UNESCO en 2023.